# Casa al carrer Emili Monturiol, 111 (Sant Fost de Campsentelles)
La Casa al carrer Emili Monturiol, 111 és una obra modernista de Sant Fost de Campsentelles (Vallès Oriental) inclosa a l'Inventari del Patrimoni Arquitectònic de Catalunya.

## Descripció
Caseta envoltada de jardí, el qual queda protegit per una reixa.
Edifici de planta rectangular amb cos afegit formant galeria i accés principal. Al fons, pavelló avui usat com a pàrquing.
El balcó, el porxo de la porta i la barana de la terrassa són de ferro forjat. Els arcs de finestres i portes i el remant de les golfes són de maó. Sanefes fetes de maó a l'altura del forjat.
Teulada a quatre vessants. En alguns llocs d'aquesta i sota el ràfec, ús de rajola vidrada de color verd.
A la paret exterior hi ha un mosaic encastat, de rajola vidrada i amb decoracions de ferro forjat, representant una escena amb Sant Josep, la Mare de déu i el nen Jesús.

## Història
Datació feta per estil.